# Fernando de la Torre Farfán

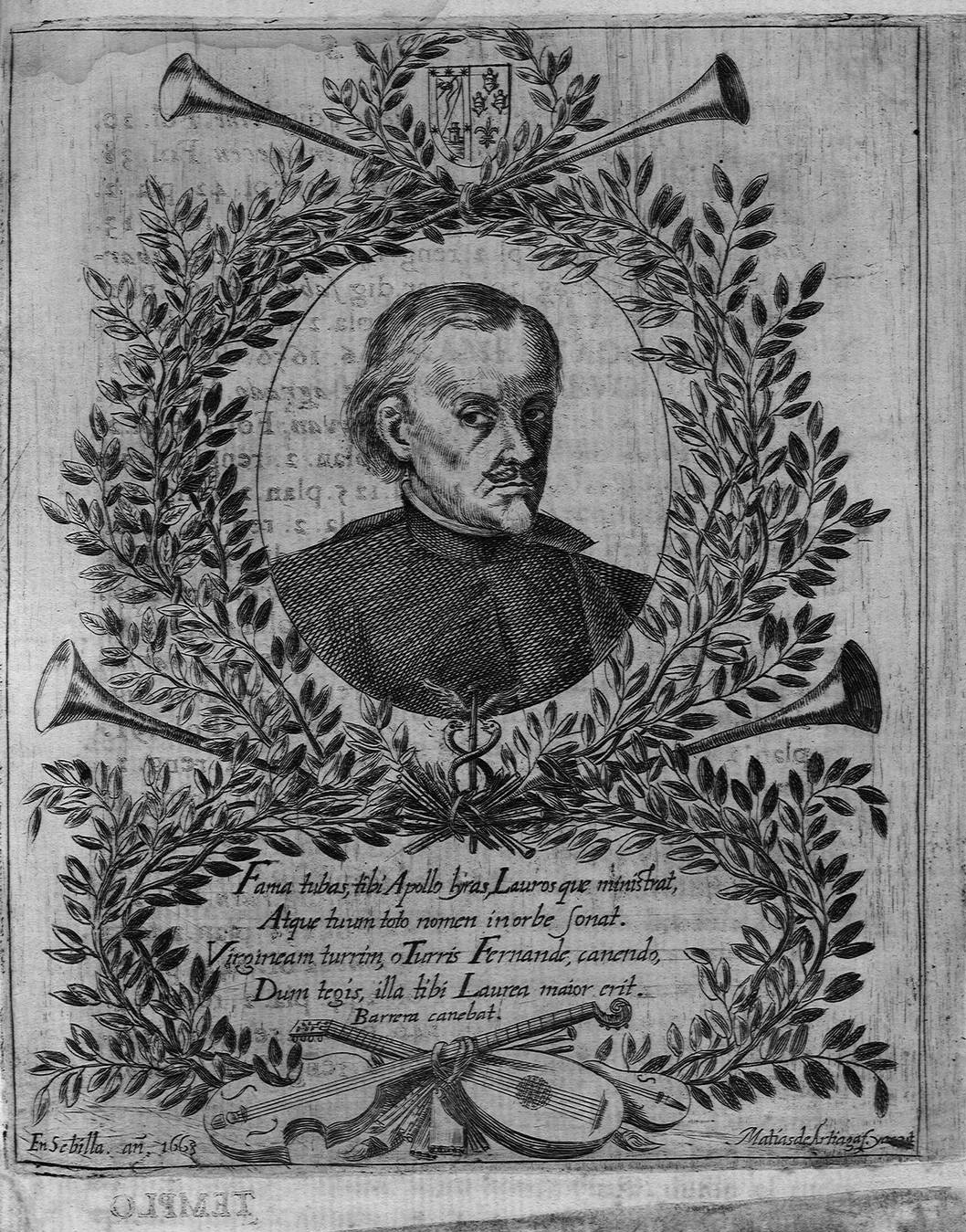
Fernando de la Torre Farfán. Retrato del autor tras los preliminares de Templo panegírico al certamen poético que celebró la Hermandad insigne del Smo. Sacramento, estrenando la grande fábrica del Sagrario nuevo de la Metrópoli Sevillana... En Sevilla por Juan Gómez de Blas, impressor mayor. Año de 1663. Grabado calcográfico firmado por Matías de Arteaga. Biblioteca Pública del Estado en Orihuela.

Fernando de la Torre Farfán (Sevilla, 1609-1677) fue un sacerdote, cronista, poeta, escritor y traductor español. Sus obras más conocidas son Fiestas de la S. Iglesia Metropolitana y Patriarcal de Sevilla. Al nuevo culto del señor Rey S. Fernando el tercero de Castilla y León... en la que se describen las fiestas celebradas en Sevilla en 1671, con motivo de la canonización de San Fernando y Fiesta que celebró la Iglesia Parroquial de Santa María la Blanca, capilla de la Santa Iglesia Metropolitana y Patriarcal de Sevilla en obsequio del nuevo breve concedido por Nuestro Santísimo Padre Alejandro VII, en favor del purísimo misterio de la Concepción, fechada en 1666. Otra de sus facetas fue la de animador y organizador de certámenes literarios y poéticos, se conserva un curioso documento de su puño y letra, en el que se describe el reglamento de una justa poética, es decir un concurso de poesía con premios.

## Fiestas de la Santa Iglesia Metropolitana y Patriarcal de Sevilla. Al nuevo culto del señor Rey S. Fernando
Este libro fue un encargo del cabildo de la catedral de Sevilla a Fernando de la Torre Farfán, con motivo de las celebraciones y construcciones efímeras que se realizaron en la ciudad al ser conocida la noticia de la canonización del rey Fernando III de Castilla. La importancia de la obra no solo proviene del texto, pues destaca la gran calidad de la impresión y los 21 grabados que contiene, realizados al aguafuerte por Matías de Arteaga y Juan de Valdés Leal con la ayuda de Francisco de Arteaga, hermano del primero, y de dos de los hijos del segundo, Lucas Valdés y Luisa de Morales, entre ellos un retrato de Carlos II, sobre un dibujo de Francisco de Herrera el Mozo y la imagen del rey San Fernando, sobre dibujo de Murillo, junto con vistas topográficas de la catedral de Sevilla, del túmulo funerario alzado con ocasión de las solemnes fiestas y de los emblemas que lo adornaban.